# میلان استپانوف
میلان استپانوف (صربی: Milan Stepanov؛ زادهٔ ۲ آوریل ۱۹۸۳) یک بازیکن فوتبال اهل صربستان است.

## باشگاهی
از باشگاه‌هایی که در آن بازی کرده‌است می‌توان به مالاگا، پورتو، بورسااسپور، ترابوزان‌اسپور و مرسین اشاره کرد.

## تیم ملی
وی همچنین در تیم ملی فوتبال صربستان بازی کرده است.